# Golf de Morbihan (Kerguelen)

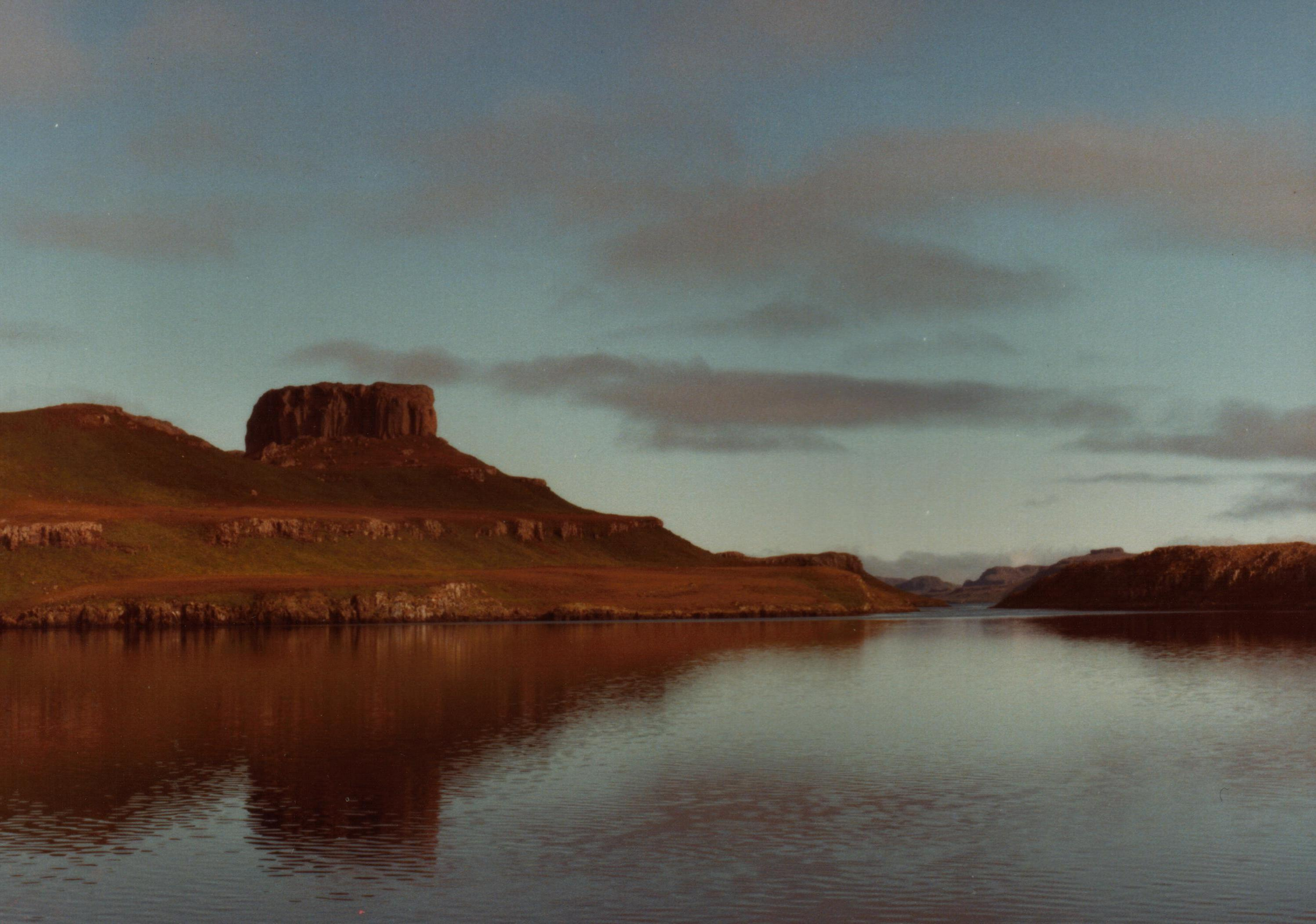
Vista del Golf de Morbihan

El golf de Morbihan de les Illes Kerguelen forma una àmplia i profunda cala al centre de l'illa principal de Grande Terre. És una àrea relativament protegida del mar, constituint un refugi natural per als vaixells, a la riba del qual s'establiren les estacions de Port-Jeanne-d'Arc i Port-aux-Français. El golf de Morbihan està esquitxat de moltes illes, i molts illots.

## Toponímia
El golf de Morbihan va ser anomenat així per Raymond Rallier du Baty durant les seves expedicions de principis del segle xx en honor de la seva Bretanya natal, i per analogia geogràfica. Així doncs, el nom del Golf de Morbihan apareix al mapa que es va publicar el 1922.
Anteriorment, el lloc era conegut com a Royal Sound i aparegué amb aquest nom al mapa de James Cook. Malgrat tot, ha restat el nom de Passe Royale (Pas reial) per a designar l'entrada del Golf.
La denominació de golf, ha estat confirmada per la comissió de toponímia de Terres Australs i Antàrtiques Franceses, respectant d'aquesta forma la jerarquia de termes topogràfics, donat que el golf de Morbihan inclou badies, tals com la Badia de l'Aurora Austral, a la que es troba Port-aux-Français. Tanmateix, el nom de Badia de Morbihan apareix sobre diversos mapes i s'utilitza sovint indiferentment, fins i tot als escrits oficials.

## Ecologia
Les illes del golf de Morbihan han estat identificades com a Àrea importants per a la conservació de les aus per BirdLife International amb uns 280 km² a causa del seu valor com a llocs de reproducció d'ocells marins i pels Ànecs d'Eaton. De les 20 illes i nombrosos illots inclosos en l'àrea, la més gran és la Île Australia, de 20 km². Algunes de les illes estan lliures d'espècies introduïdes, però d'altres estan infestades per rates, ratolins i conills. Algunes illes encara tenen la seva vegetació subantàrtica original, com ara les cols Kerguelen, els Petrells alagrans i els Petrells capblancs. Són d'especial interès per les seves importants poblacions de Petrell prió antàrtic, Prió becfí, Ocell de tempesta de Wilson, i Ocell de tempesta dorsigrís. Altres ocells que crien en aquest espai són el Petrell cabussador de Geòrgia del Sud, Petrell cabussador comú, Corb marí de les Kerguelen, Colom antàrtic becnegre, Paràsit subantàrtic i Xatrac de les Kerguelen.